# Hopman Cup 2018
La Hopman Cup 2018 è stata la 30ª edizione della Hopman Cup, torneo di tennis riservato a squadre miste. Vi hanno partecipato 8 squadre che si sfidano alla Perth Arena di Perth in Australia, dal 30 dicembre 2017 al 6 gennaio 2018. Il torneo è stato vinto dalla Svizzera, che in finale ha battuto la Germania per 2-1.

## Squadre
| N. | Squadra     | Giocatrice               | Ranking WTA* | Giocatore          | Ranking ATP* | Totale |
| -- | ----------- | ------------------------ | ------------ | ------------------ | ------------ | ------ |
| 1  | Stati Uniti | Coco Vandeweghe          | 10           | Jack Sock          | 8            | 18     |
| 2  | Germania    | Angelique Kerber         | 21           | Alexander Zverev   | 3            | 24     |
| 3  | Belgio      | Elise Mertens            | 38           | David Goffin       | 11           | 49     |
| 4  | Russia      | Anastasia Pavlyuchenkova | 21           | Karen Chačanov     | 42           | 63     |
| 5  | Giappone    | Naomi Ōsaka              | 62           | Yūichi Sugita      | 40           | 102    |
| 6  | Canada      | Eugenie Bouchard         | 79           | Vasek Pospisil     | 84           | 163    |
| 7  | Svizzera    | Belinda Bencic           | 196          | Roger Federer      | 2            | 198    |
| 8  | Australia   | Daria Gavrilova          | 22           | Thanasi Kokkinakis | 212          | 234    |

* Ranking al 2 ottobre 2017.

### Giocatori sostituiti
| Prima del torneo | Prima del torneo         | Prima del torneo    | Prima del torneo             |
| Squadra          | Sostituto                | Giocatore originale | Motivo                       |
| ---------------- | ------------------------ | ------------------- | ---------------------------- |
| Russia           | Anastasia Pavlyuchenkova | Svetlana Kuznetsova | Infortunio al polso sinistro |
| Durante torneo   |                          |                     |                              |
| Squadra          | Sostituto                | Giocatore originale | Motivo                       |
| Giappone         | Maddison Inglis          | Naomi Ōsaka         | Influenza                    |
| Stati Uniti      | Pat Cash                 | Jack Sock           | Infortunio all'anca          |
| Canada           | Maddison Inglis          | Eugenie Bouchard    | Infortunio muscolare         |

## Fase a gironi

### Gruppo A
|   |           | Germania | Belgio | Canada | Australia | RR V–P | Match V–P | Set V–P | Game V–P | Classifica |
| 2 | Germania  |          | 2–1    | 3–0    | 2–1       | 3–0    | 7–2       | 13–4    | 89–66    | 1          |
| 3 | Belgio    | 1–2      |        | 3–0    | 3–0       | 2–1    | 7–2       | 14–6    | 97–68    | 2          |
| 6 | Canada    | 0–3      | 0–3    |        | 1–2       | 0–3    | 1–8       | 3–16    | 56–97    | 4          |
| 8 | Australia | 1–2      | 0–3    | 2–1    |           | 1–2    | 3–6       | 8–12    | 80–91    | 3          |

#### Australia vs. Canada
| Australia 2 | Perth Arena, Perth 31 dicembre 2017, 10:00 Cemento (indoor) | Perth Arena, Perth 31 dicembre 2017, 10:00 Cemento (indoor)            | Canada 1 |      |     |  |
| \| \| \| \| 1 \| 2 \| 3 \| \| \| - \| \| ---------------------------------------------------------------------- \| ---- \| ---- \| --- \| \| \| 1 \| \| Daria Gavrilova Eugenie Bouchard \| 6 1 \| 6 4 \| \| \| \| 2 \| \| Thanasi Kokkinakis Vasek Pospisil \| 6 4 \| 3 6 \| 6 3 \| \| \| 3 \| \| Daria Gavrilova / Thanasi Kokkinakis Eugenie Bouchard / Vasek Pospisil \| 31 4 \| 35 4 \| \| \| |                                                             |                                                                        |          |      |     |  |
| |                                                             |                                                                        | 1        | 2    | 3   |  |
| 1 | Australia (bandiera) · Canada (bandiera)                    | Daria Gavrilova Eugenie Bouchard                                       | 6 1      | 6 4  |     |  |
| 2 | Australia (bandiera) · Canada (bandiera)                    | Thanasi Kokkinakis Vasek Pospisil                                      | 6 4      | 3 6  | 6 3 |  |
| 3 | Australia (bandiera) · Canada (bandiera)                    | Daria Gavrilova / Thanasi Kokkinakis Eugenie Bouchard / Vasek Pospisil | 31 4     | 35 4 |     |  |

#### Belgio vs. Germania
| Belgio 1 | Perth Arena, Perth 1º gennaio 2017, 17:30 Cemento (indoor) | Perth Arena, Perth 1º gennaio 2017, 17:30 Cemento (indoor)       | Germania 2 |      |   |  |
| \| \| \| \| 1 \| 2 \| 3 \| \| \| - \| \| ---------------------------------------------------------------- \| --- \| ---- \| - \| \| \| 1 \| \| Elise Mertens Angelique Kerber \| 6 7 \| 61 7 \| \| \| \| 2 \| \| David Goffin Alexander Zverev \| 6 3 \| 6 3 \| \| \| \| 3 \| \| Elise Mertens / David Goffin Angelique Kerber / Alexander Zverev \| 2 4 \| 3 4 \| \| \| |                                                            |                                                                  |            |      |   |  |
| |                                                            |                                                                  | 1          | 2    | 3 |  |
| 1 | Belgio (bandiera) · Germania (bandiera)                    | Elise Mertens Angelique Kerber                                   | 6 7        | 61 7 |   |  |
| 2 | Belgio (bandiera) · Germania (bandiera)                    | David Goffin Alexander Zverev                                    | 6 3        | 6 3  |   |  |
| 3 | Belgio (bandiera) · Germania (bandiera)                    | Elise Mertens / David Goffin Angelique Kerber / Alexander Zverev | 2 4        | 3 4  |   |  |

#### Canada vs. Germania
| Canada 0 | Perth Arena, Perth 3 gennaio 2018, 10:00 Cemento (indoor) | Perth Arena, Perth 3 gennaio 2018, 10:00 Cemento (indoor)             | Germania 3 |     |   |  |
| \| \| \| \| 1 \| 2 \| 3 \| \| \| - \| \| --------------------------------------------------------------------- \| --- \| --- \| - \| \| \| 1 \| \| Eugenie Bouchard Angelique Kerber \| 1 6 \| 3 6 \| \| \| \| 2 \| \| Vasek Pospisil Alexander Zverev \| 4 6 \| 2 6 \| \| \| \| 3 \| \| Eugenie Bouchard / Vasek Pospisil Angelique Kerber / Alexander Zverev \| 3 4 \| 3 4 \| \| \| |                                                           |                                                                       |            |     |   |  |
| |                                                           |                                                                       | 1          | 2   | 3 |  |
| 1 | Canada (bandiera) · Germania (bandiera)                   | Eugenie Bouchard Angelique Kerber                                     | 1 6        | 3 6 |   |  |
| 2 | Canada (bandiera) · Germania (bandiera)                   | Vasek Pospisil Alexander Zverev                                       | 4 6        | 2 6 |   |  |
| 3 | Canada (bandiera) · Germania (bandiera)                   | Eugenie Bouchard / Vasek Pospisil Angelique Kerber / Alexander Zverev | 3 4        | 3 4 |   |  |

#### Australia vs. Belgio
| Australia 0 | Perth Arena, Perth 3 gennaio 2018, 17:30 Cemento (indoor) | Perth Arena, Perth 3 gennaio 2018, 17:30 Cemento (indoor)         | Belgio 3 |     |     |  |
| \| \| \| \| 1 \| 2 \| 3 \| \| \| - \| \| ----------------------------------------------------------------- \| --- \| --- \| --- \| \| \| 1 \| \| Daria Gavrilova Elise Mertens \| 6 2 \| 4 6 \| 2 6 \| \| \| 2 \| \| Thanasi Kokkinakis David Goffin \| 4 6 \| 2 6 \| \| \| \| 3 \| \| Daria Gavrilova / Thanasi Kokkinakis Elise Mertens / David Goffin \| 3 4 \| 4 2 \| 1 4 \| \| |                                                           |                                                                   |          |     |     |  |
| |                                                           |                                                                   | 1        | 2   | 3   |  |
| 1 | Australia (bandiera) · Belgio (bandiera)                  | Daria Gavrilova Elise Mertens                                     | 6 2      | 4 6 | 2 6 |  |
| 2 | Australia (bandiera) · Belgio (bandiera)                  | Thanasi Kokkinakis David Goffin                                   | 4 6      | 2 6 |     |  |
| 3 | Australia (bandiera) · Belgio (bandiera)                  | Daria Gavrilova / Thanasi Kokkinakis Elise Mertens / David Goffin | 3 4      | 4 2 | 1 4 |  |

#### Belgio vs. Canada
| Belgio 3 | Perth Arena, Perth 5 gennaio 2018, 10:00 Cemento (indoor) | Perth Arena, Perth 5 gennaio 2018, 10:00 Cemento (indoor)     | Canada 0 |     |      |  |
| \| \| \| \| 1 \| 2 \| 3 \| \| \| - \| \| ------------------------------------------------------------- \| --- \| --- \| ---- \| \| \| 1 \| \| Elise Mertens Eugenie Bouchard \| 6 4 \| 6 4 \| \| \| \| 2 \| \| David Goffin Vasek Pospisil \| 6 2 \| 6 4 \| \| \| \| 3 \| \| Elise Mertens / David Goffin Maddison Inglis / Vasek Pospisil \| 4 3 \| 3 4 \| 35 4 \| \| |                                                           |                                                               |          |     |      |  |
| |                                                           |                                                               | 1        | 2   | 3    |  |
| 1 | Belgio (bandiera) · Canada (bandiera)                     | Elise Mertens Eugenie Bouchard                                | 6 4      | 6 4 |      |  |
| 2 | Belgio (bandiera) · Canada (bandiera)                     | David Goffin Vasek Pospisil                                   | 6 2      | 6 4 |      |  |
| 3 | Belgio (bandiera) · Canada (bandiera)                     | Elise Mertens / David Goffin Maddison Inglis / Vasek Pospisil | 4 3      | 3 4 | 35 4 |  |

Note. Il risultato ufficiale nel doppio misto è di 4–0, 4–0 a favore del Belgio per il ritiro di Eugenie Bouchard.

#### Australia vs. Germania
| Australia 1 | Perth Arena, Perth 5 gennaio 2017, 17:30 Cemento (indoor) | Perth Arena, Perth 5 gennaio 2017, 17:30 Cemento (indoor)                | Germania 2 |      |     |  |
| \| \| \| \| 1 \| 2 \| 3 \| \| \| - \| \| ------------------------------------------------------------------------ \| --- \| ---- \| --- \| \| \| 1 \| \| Daria Gavrilova Angelique Kerber \| 1 6 \| 2 6 \| \| \| \| 2 \| \| Thanasi Kokkinakis Alexander Zverev \| 5 7 \| 7 64 \| 6 4 \| \| \| 3 \| \| Daria Gavrilova / Thanasi Kokkinakis Angelique Kerber / Alexander Zverev \| 4 1 \| 1 4 \| 3 4 \| \| |                                                           |                                                                          |            |      |     |  |
| |                                                           |                                                                          | 1          | 2    | 3   |  |
| 1 | Australia (bandiera) · Germania (bandiera)                | Daria Gavrilova Angelique Kerber                                         | 1 6        | 2 6  |     |  |
| 2 | Australia (bandiera) · Germania (bandiera)                | Thanasi Kokkinakis Alexander Zverev                                      | 5 7        | 7 64 | 6 4 |  |
| 3 | Australia (bandiera) · Germania (bandiera)                | Daria Gavrilova / Thanasi Kokkinakis Angelique Kerber / Alexander Zverev | 4 1        | 1 4  | 3 4 |  |

### Gruppo B
|   |             | Stati Uniti | Russia | Giappone | Svizzera | RR V–P | Match V–P | Set V–P | Game V–P | Classifica |
| 1 | Stati Uniti |             | 2–1    | 2–1      | 0–3      | 2–1    | 4–5       | 9–11    | 85–78    | 2          |
| 4 | Russia      | 1–2         |        | 2–1      | 0–3      | 1–2    | 3–6       | 5–11    | 57–71    | 3          |
| 5 | Giappone    | 1–2         | 1–2    |          | 0–3      | 0–3    | 2–7       | 3–10    | 36–62    | 4          |
| 7 | Svizzera    | 3–0         | 3–0    | 3–0      |          | 3–0    | 9–0       | 18–3    | 109–71   | 1          |

#### Russia vs. Stati Uniti
| Russia 1 | Perth Arena, Perth 30 dicembre 2017, 10:00 Cemento (indoor) | Perth Arena, Perth 30 dicembre 2017, 10:00 Cemento (indoor)             | Stati Uniti 2 |     |     |  |
| \| \| \| \| 1 \| 2 \| 3 \| \| \| - \| \| ----------------------------------------------------------------------- \| --- \| --- \| --- \| \| \| 1 \| \| Anastasia Pavlyuchenkova Coco Vandeweghe \| 3 6 \| 3 6 \| \| \| \| 2 \| \| Karen Chačanov Jack Sock \| 4 6 \| 6 1 \| 3 6 \| \| \| 3 \| \| 'Anastasia Pavlyuchenkova' / Karen Chačanov Coco Vandeweghe / Jack Sock \| 3 4 \| 4 1 \| 4 2 \| \| |                                                             |                                                                         |               |     |     |  |
| |                                                             |                                                                         | 1             | 2   | 3   |  |
| 1 | Russia (bandiera) · Stati Uniti (bandiera)                  | Anastasia Pavlyuchenkova Coco Vandeweghe                                | 3 6           | 3 6 |     |  |
| 2 | Russia (bandiera) · Stati Uniti (bandiera)                  | Karen Chačanov Jack Sock                                                | 4 6           | 6 1 | 3 6 |  |
| 3 | Russia (bandiera) · Stati Uniti (bandiera)                  | 'Anastasia Pavlyuchenkova' / Karen Chačanov Coco Vandeweghe / Jack Sock | 3 4           | 4 1 | 4 2 |  |

#### Giappone vs. Svizzera
| Giappone 0 | Perth Arena, Perth 30 dicembre 2017, 17:30 Cemento (indoor) | Perth Arena, Perth 30 dicembre 2017, 17:30 Cemento (indoor) | Svizzera 3 |     |      |  |
| \| \| \| \| 1 \| 2 \| 3 \| \| \| - \| \| ---------------------------------------------------------- \| --- \| --- \| ---- \| \| \| 1 \| \| Naomi Ōsaka Belinda Bencic \| 5 7 \| 3 6 \| \| \| \| 2 \| \| Yūichi Sugita Roger Federer \| 4 6 \| 3 6 \| \| \| \| 3 \| \| Naomi Ōsaka / Yūichi Sugita Belinda Bencic / Roger Federer \| 4 2 \| 1 4 \| 31 4 \| \| |                                                             |                                                             |            |     |      |  |
| |                                                             |                                                             | 1          | 2   | 3    |  |
| 1 | Giappone (bandiera) · Svizzera (bandiera)                   | Naomi Ōsaka Belinda Bencic                                  | 5 7        | 3 6 |      |  |
| 2 | Giappone (bandiera) · Svizzera (bandiera)                   | Yūichi Sugita Roger Federer                                 | 4 6        | 3 6 |      |  |
| 3 | Giappone (bandiera) · Svizzera (bandiera)                   | Naomi Ōsaka / Yūichi Sugita Belinda Bencic / Roger Federer  | 4 2        | 1 4 | 31 4 |  |

#### Giappone vs. Stati Uniti
| Giappone 1 | Perth Arena, Perth 2 gennaio 2018, 10:00 Cemento (indoor) | Perth Arena, Perth 2 gennaio 2018, 10:00 Cemento (indoor)  | Stati Uniti 2 |     |     |        |
| \| \| \| \| 1 \| 2 \| 3 \| \| \| - \| \| ---------------------------------------------------------- \| ---- \| --- \| --- \| ------ \| \| 1 \| \| Maddison Inglis Coco Vandeweghe \| 5 7 \| 2 6 \| \| \| \| 2 \| \| Yūichi Sugita Jack Sock \| 7 61 \| 1 \| \| ritiro \| \| 3 \| \| Maddison Inglis / Yūichi Sugita Coco Vandeweghe / Pat Cash \| 0 4 \| 4 3 \| 4 0 \| \| |                                                           |                                                            |               |     |     |        |
| |                                                           |                                                            | 1             | 2   | 3   |        |
| 1 | Giappone (bandiera) · Stati Uniti (bandiera)              | Maddison Inglis Coco Vandeweghe                            | 5 7           | 2 6 |     |        |
| 2 | Giappone (bandiera) · Stati Uniti (bandiera)              | Yūichi Sugita Jack Sock                                    | 7 61          | 1   |     | ritiro |
| 3 | Giappone (bandiera) · Stati Uniti (bandiera)              | Maddison Inglis / Yūichi Sugita Coco Vandeweghe / Pat Cash | 0 4           | 4 3 | 4 0 |        |

Note. I risultati ufficiali sono di 6–0, 6–0 a favore di Vandeweghe (singolare femminile) e 4–0, 4–0 a favore degli Stati Uniti (doppio misto) per il ritiro di Naomi Ōsaka.

#### Russia vs. Svizzera
| Russia 0 | Perth Arena, Perth 2 gennaio 2018, 17:30 Cemento (indoor) | Perth Arena, Perth 2 gennaio 2018, 17:30 Cemento (indoor)                | Svizzera 3 |      |     |  |
| \| \| \| \| 1 \| 2 \| 3 \| \| \| - \| \| ------------------------------------------------------------------------ \| ---- \| ---- \| --- \| \| \| 1 \| \| Karen Chačanov Roger Federer \| 3 6 \| 68 7 \| \| \| \| 2 \| \| Anastasia Pavlyuchenkova Belinda Bencic \| 1 6 \| 6 3 \| 3 6 \| \| \| 3 \| \| Anastasia Pavlyuchenkova / Karen Chačanov Belinda Bencic / Roger Federer \| 31 4 \| 4 3 \| 1 4 \| \| |                                                           |                                                                          |            |      |     |  |
| |                                                           |                                                                          | 1          | 2    | 3   |  |
| 1 | Russia (bandiera) · Svizzera (bandiera)                   | Karen Chačanov Roger Federer                                             | 3 6        | 68 7 |     |  |
| 2 | Russia (bandiera) · Svizzera (bandiera)                   | Anastasia Pavlyuchenkova Belinda Bencic                                  | 1 6        | 6 3  | 3 6 |  |
| 3 | Russia (bandiera) · Svizzera (bandiera)                   | Anastasia Pavlyuchenkova / Karen Chačanov Belinda Bencic / Roger Federer | 31 4       | 4 3  | 1 4 |  |

#### Giappone vs. Russia
| Giappone 1 | Perth Arena, Perth 4 gennaio 2018, 10:00 Cemento (indoor) | Perth Arena, Perth 4 gennaio 2018, 10:00 Cemento (indoor)             | Russia 2 |     |      |  |
| \| \| \| \| 1 \| 2 \| 3 \| \| \| - \| \| --------------------------------------------------------------------- \| --- \| --- \| ---- \| \| \| 1 \| \| Naomi Ōsaka Anastasia Pavlyuchenkova \| 6 4 \| 3 6 \| 7 65 \| \| \| 2 \| \| Yūichi Sugita Karen Chačanov \| 4 6 \| 2 6 \| \| \| \| 3 \| \| Naomi Ōsaka / Yūichi Sugita Anastasia Pavlyuchenkova / Karen Chačanov \| 1 4 \| 0 4 \| \| \| |                                                           |                                                                       |          |     |      |  |
| |                                                           |                                                                       | 1        | 2   | 3    |  |
| 1 | Giappone (bandiera) · Russia (bandiera)                   | Naomi Ōsaka Anastasia Pavlyuchenkova                                  | 6 4      | 3 6 | 7 65 |  |
| 2 | Giappone (bandiera) · Russia (bandiera)                   | Yūichi Sugita Karen Chačanov                                          | 4 6      | 2 6 |      |  |
| 3 | Giappone (bandiera) · Russia (bandiera)                   | Naomi Ōsaka / Yūichi Sugita Anastasia Pavlyuchenkova / Karen Chačanov | 1 4      | 0 4 |      |  |

#### Svizzera vs. Stati Uniti
| Svizzera 3 | Perth Arena, Perth 4 gennaio 2018, 17:30 Cemento (indoor) | Perth Arena, Perth 4 gennaio 2018, 17:30 Cemento (indoor)  | Stati Uniti 0 |     |   |  |
| \| \| \| \| 1 \| 2 \| 3 \| \| \| - \| \| ---------------------------------------------------------- \| ---- \| --- \| - \| \| \| 1 \| \| Belinda Bencic Coco Vandeweghe \| 7 6 \| 6 4 \| \| \| \| 2 \| \| Roger Federer Jack Sock \| 7 65 \| 7 5 \| \| \| \| 3 \| \| Belinda Bencic / Roger Federer Coco Vandeweghe / Jack Sock \| 4 3 \| 4 2 \| \| \| |                                                           |                                                            |               |     |   |  |
| |                                                           |                                                            | 1             | 2   | 3 |  |
| 1 | Svizzera (bandiera) · Stati Uniti (bandiera)              | Belinda Bencic Coco Vandeweghe                             | 7 6           | 6 4 |   |  |
| 2 | Svizzera (bandiera) · Stati Uniti (bandiera)              | Roger Federer Jack Sock                                    | 7 65          | 7 5 |   |  |
| 3 | Svizzera (bandiera) · Stati Uniti (bandiera)              | Belinda Bencic / Roger Federer Coco Vandeweghe / Jack Sock | 4 3           | 4 2 |   |  |

## Finale
| Germania 1 | Perth Arena, Perth 6 gennaio 2018, 16:00 Cemento (indoor) | Perth Arena, Perth 6 gennaio 2018, 16:00 Cemento (indoor)          | Svizzera 2 |     |     |  |
| \| \| \| \| 1 \| 2 \| 3 \| \| \| - \| \| ------------------------------------------------------------------ \| ---- \| --- \| --- \| \| \| 1 \| \| Angelique Kerber Belinda Bencic \| 6 4 \| 6 1 \| \| \| \| 2 \| \| Alexander Zverev Roger Federer \| 7 65 \| 0 6 \| 2 6 \| \| \| 3 \| \| Angelique Kerber / Alexander Zverev Belinda Bencic / Roger Federer \| 3 4 \| 2 4 \| \| \| |                                                           |                                                                    |            |     |     |  |
| |                                                           |                                                                    | 1          | 2   | 3   |  |
| 1 | Germania (bandiera) · Svizzera (bandiera)                 | Angelique Kerber Belinda Bencic                                    | 6 4        | 6 1 |     |  |
| 2 | Germania (bandiera) · Svizzera (bandiera)                 | Alexander Zverev Roger Federer                                     | 7 65       | 0 6 | 2 6 |  |
| 3 | Germania (bandiera) · Svizzera (bandiera)                 | Angelique Kerber / Alexander Zverev Belinda Bencic / Roger Federer | 3 4        | 2 4 |     |  |

## Campioni
| Vincitori della Hopman Cup 2018 |
| ------------------------------- |
| Svizzera (3º titolo)            |